# Just can't help it.
《Just can't help it.》（Just can't help it.，Just can't help it.）是東京事變的第五張DVD，於2006年9月6日發行。發行當週即賣出3.0萬張，總計銷售額5.1萬張，名列2006年年度銷售榜第30位。初回限定為「Digipak紙盒仕樣」

## 簡介
此張DVD是收錄東京事變《"DOMESTIC!" Just can't help it.》 巡迴演唱會的其中一站，於2006年5月26日在NHK會館（NHK HALL）所舉行的，其演唱的歌曲及幕後花絮。
演唱會中的新曲「Mirror Ball」、翻唱林檎給友阪理惠「機器少女」和「停電」於8月21日開始接受線上下載的服務，同一天也成立了DVD特設網站
。在日本09月6日發行DVD，台灣則是等到09月26日才發行進口盤。

## 曲目
1. 雪國（Niigata）
2. 嘲笑現實（現実を嗤う，Laugh at Facts）
3. 機器少女（少女ロボット，Girl Robot）
原唱：友阪理惠
作詞：椎名林檎　作曲：椎名林檎
4. 歌舞伎（歌舞伎，The Kabuki）
5. 秘密（A Secret）
6. 關於那個淑女的夜生活（その淑女ふしだらにつき，The Lady Is a Tramp）
原唱：Frank Sinatra（The Lady is a tramp）
作詞：Lorenz Hart　作曲：Richard Rodgers
7. 在現實中～臉孔（現実に於て～顔，Back to Earth / Faces）
8. 入水心願（入水願い，The Suicide）
9. Mirror Ball（ミラーボール，Mirror-ball）
10. 書信（A Mail）
11. 服務（Service）
12. C'm'on Let's go!（C'm'on Let's go!）
原唱：Barbee Boys（C'm'on Let's go!）
13. 停電（Black Out）
14. 本能（Instinct）
15. 超級巨星（スーパースター，Super Star）
16. Dynamite（ダイナマイト，Dynamite）
原唱：Brenda Lee（Dynamite）
作詞：Tom Glazer　作曲：Mort Garson
17. 修羅場（修羅場，The Rat's-nest）
18. 祭典騷動（御祭騒ぎ，The Carnival）
19. 喧嘩上等（喧嘩上等，Active Fighting）
20. 透明人間（透明人間，Invisible Man）
21. 丸內虐待狂（丸ノ内サディスティック，Marunouchi Sadistic）
22. 落日（Dusk）

## 銷售排行

### Oricon 銷售榜(日本)
| 發行日期                         | 排行榜                 | 最高排名 | 第一週銷售量 | 總銷售量 | 連續上榜次數 |
| -------------------------------- | ---------------------- | -------- | ------------ | -------- | ------------ |
| 2006年9月6日 Just can't help it. | Oricon DVD日銷售排行榜 | -        | -            | 50,778   | 11週         |
| 2006年9月6日 Just can't help it. | Oricon DVD週銷售排行榜 | #2       | 30,496       | 50,778   | 11週         |
| 2006年9月6日 Just can't help it. | Oricon DVD年銷售排行榜 | #30      | 50,778       | 50,778   | 11週         |

### 其他銷售榜
| 名稱                             | 排行榜 | 首週   | 首週   | 最高   | 最高   | 連續上榜次數 |
| 名稱                             | 排行榜 | 排 行  | 銷售量 | 排 行  | 銷售量 | 連續上榜次數 |
| -------------------------------- | ------ | ------ | ------ | ------ | ------ | ------------ |
| 2006年9月6日 Just can't help it. |        |        |        |        |        |              |
| Soundscan：DVD Top 20            | #2     | 22,208 | #2     | 22,208 | 3週    |              |
| 台灣G-Music：影音榜              | #18    | 0.30%  | #15    | 0.45%  | 2週    |              |
| 台灣五大唱片：影音榜             | #7     | 0.47%  | #5     | 0.62%  | 2週    |              |

## 發行日期
| 國家 | 發行日期      | 發行形式        | 商品編號  | 定價      |
| ---- | ------------- | --------------- | --------- | --------- |
| 日本 | 2006年9月6日  | DVD             | TOBF-5497 | 4,200日圓 |
| 台灣 | 2006年9月26日 | DVD(進口初回盤) | TOBF-5497 | 1,300元   |

## 宣傳行程
- 廣播
  - 09/04(月) 「ＯＮ８」　ｂａｙｆｍ　20:00～21:20　浮雲出演[9]
  - 09/29(金) 「POWER OF MUSIC THE FINAL」　ＪＦＮ　20:00～21:20　林檎出演[9]
- 衣物展示、演唱會商品販售[9]
  - 09/05～09/18　TOWER RECORDS 新宿店、渋谷店

## 演唱會簡介
《"DOMESTIC!" Just can't help it.》為二期東京事變第一次巡迴演出，總共在十六個城市舉辦二十一場的演唱會，場場皆吸引爆滿的觀眾前往感受東京事變的魅力。
演唱會演唱的曲目以第二張專輯《大人》為主，演唱會的開場便是日本傳統樂的歌曲雪國，身穿和服的林檎，抓住了眾人的目光，還有服務這首歌，全體團員拿著大聲公演唱，中途搭配上團員們台上換裝的片段，帶起一波高潮。而演唱會利用投影的方式，搭配團員們的動作與歌曲的內容，讓人驚嘆，像是中場時，鼓手刄田綴色憑空踢球的效果，還有臉孔這首歌時，鋼琴手伊澤在鋼琴獨奏時，便把改編的英文版本歌詞投影至舞台，這種投影的效果，不但提高了演唱會的可看性，更增加了與台下觀眾互動的機會。
另外由於椎名林檎在專輯《大人》發行接受訪問中提到「今後，她想要專心作詞和演唱，作曲則會交給其他成員
。」因此，在巡迴演唱會上發表了浮雲所創作的曲目「Mirror Ball」，藉此希望之後的活動能以團員的創作曲目為中心。

### 演出成員
東京事變第二期成員
　椎名林檎 - 主　唱・吉他手 

　龜田誠治 - 貝斯手

　刄田綴色 - 鼓　手

　　浮雲　 - 吉他手

　伊澤一葉 - 鋼琴手・吉他手

### 公演會場
| 日期          | 都道府縣 | 城市     | 場館                |
| ------------- | -------- | -------- | ------------------- |
| 日本          |          |          |                     |
| 2006年4月7日  | 神奈川縣 | 鎌倉市   | 鎌倉藝術館          |
| 2005年4月9日  | 北海道   | 札幌市   | 北海道厚生年金會館  |
| 2006年4月13日 | 埼玉縣   | 埼玉市   | Sonic City Hall     |
| 2006年4月14日 | 新潟縣   | 新潟市   | 新潟縣民會館        |
| 2006年4月18日 | 宮城縣   | 仙台市   | Sunplaza Hall       |
| 2006年4月19日 | 岩手縣   | 盛岡市   | 盛岡市民文化中心    |
| 2006年4月24日 | 福岡縣   | 福岡市   | Sunpalace Hall      |
| 2006年4月25日 | 福岡縣   | 福岡市   | Sunpalace Hall      |
| 2006年4月27日 | 岡山縣   | 倉敷市   | 倉敷市民會館        |
| 2006年4月29日 | 廣島縣   | 廣島市   | 廣島厚生年金會館    |
| 2006年4月30日 | 廣島縣   | 廣島市   | 廣島厚生年金會館    |
| 2006年5月8日  | 富山縣   | 富山市   | 富山藝術文化會館    |
| 2006年5月10日 | 愛知縣   | 名古屋市 | 名古屋國際會議中心  |
| 2006年5月11日 | 愛知縣   | 名古屋市 | 名古屋國際會議中心  |
| 2006年5月16日 | 靜岡縣   | 靜岡市   | 靜岡市民文化會館    |
| 2006年5月18日 | 愛媛縣   | 松山市   | 松山市民會館        |
| 2006年5月20日 | 大阪府   | 大阪市   | Festival Hall       |
| 2006年5月21日 | 大阪府   | 大阪市   | Festival Hall       |
| 2006年5月25日 | 東京都   | 澀谷區   | NHK會館（NHK HALL） |
| 2006年5月26日 | 東京都   | 澀谷區   | NHK會館（NHK HALL） |
| 2006年5月30日 | 沖繩縣   | 宜野灣市 | 沖繩國際會議中心    |

### 演出曲目
1. 雪國
2. 嘲笑現實
3. 機械少女
4. 歌舞伎
5. 秘密
6. 關於那個淑女的夜生活
7. 在現實中～臉孔
8. 入水心願
9. Mirror Ball
10. 書信
11. 服務
12. C'm'on Let's go!
13. 停電
14. 本能
15. 超級巨星
16. Dynamite
17. 修羅場
18. 祭典騷動
19. 喧嘩上等
20. 透明人間
21. 落日

1. 雪國
2. 嘲笑現實
3. 機械少女
4. 歌舞伎
5. 秘密
6. 關於那個淑女的夜生活
7. 在現實中～臉孔
8. 入水心願
9. Mirror Ball
10. 書信
11. 服務
12. C'm'on Let's go!
13. 停電
14. 本能
15. 超級巨星
16. Dynamite
17. 修羅場
18. 祭典騷動
19. 喧嘩上等
20. 透明人間
21. 站前

1. 雪國
2. 嘲笑現實
3. 機械少女
4. 歌舞伎
5. 秘密
6. 關於那個淑女的夜生活
7. 在現實中～臉孔
8. 入水心願
9. Mirror Ball
10. 書信
11. 服務
12. C'm'on Let's go!
13. 停電
14. 本能
15. 超級巨星
16. Dynamite
17. 修羅場
18. 祭典騷動
19. 喧嘩上等
20. 站前
21. 透明人間
22. 落日

1. 雪國
2. 嘲笑現實
3. 機械少女
4. 歌舞伎
5. 秘密
6. 關於那個淑女的夜生活
7. 在現實中～臉孔
8. 入水心願
9. Mirror Ball
10. 書信
11. 服務
12. C'm'on Let's go!
13. 停電
14. 本能
15. 超級巨星
16. Dynamite
17. 修羅場
18. 祭典騷動
19. 喧嘩上等
20. 戀愛幻夢
21. 透明人間
22. 落日

1. 雪國
2. 嘲笑現實
3. 機械少女
4. 歌舞伎
5. 秘密
6. 關於那個淑女的夜生活
7. 在現實中～臉孔
8. 入水心願
9. Mirror Ball
10. 書信
11. 服務
12. C'm'on Let's go!
13. 停電
14. 本能
15. 超級巨星
16. Dynamite
17. 修羅場
18. 祭典騷動
19. 喧嘩上等
20. M
21. 透明人間
22. 落日

1. 雪國
2. 嘲笑現實
3. 機械少女
4. 歌舞伎
5. 秘密
6. 關於那個淑女的夜生活
7. 在現實中～臉孔
8. 入水心願
9. Mirror Ball
10. 書信
11. 服務
12. C'm'on Let's go!
13. 停電
14. 本能
15. 超級巨星
16. Dynamite
17. 修羅場
18. 祭典騷動
19. 喧嘩上等
20. 丸內虐待狂
21. 透明人間
22. 落日

1. 雪國
2. 嘲笑現實
3. 機械少女
4. 歌舞伎
5. 秘密
6. 關於那個淑女的夜生活
7. 在現實中～臉孔
8. 入水心願
9. Mirror Ball
10. 書信
11. 服務
12. C'm'on Let's go!
13. 停電
14. 本能
15. 超級巨星
16. Dynamite
17. 修羅場
18. 祭典騷動
19. 喧嘩上等
20. 透明人間
21. 丸內虐待狂
22. 落日

1. 雪國
2. 嘲笑現實
3. 機械少女
4. 歌舞伎
5. 秘密
6. 關於那個淑女的夜生活
7. 在現實中～臉孔
8. 入水心願
9. Mirror Ball
10. 書信
11. 服務
12. C'm'on Let's go!
13. 停電
14. 本能
15. 超級巨星
16. Dynamite
17. 修羅場
18. 祭典騷動
19. 喧嘩上等
20. 透明人間
21. 丸內虐待狂
22. 夢醒之後

## 演唱會報導
- 報紙
  - 06/04(日) 「產經新聞」[11]
  - 06/06(火) 「朝日新聞」[11]
  - 06/06(火) 「日經新聞」[11]
  - 06/15(木) 「毎日新聞」[11]
- 雜誌
  - 06/13(火) 「Drum Magazine」[11]
  - 06/14(水) 「WHAT'S IN」[11]
  - 06/14(水) 「CD DAT」[11]
  - 06/16(金) 「Oricon Style」(オリ★スタ)[11]
  - 06/15(土) 「Sound & Recording Magazine」[11]
  - 06/20(火) 「ockin'on JAPAN」[11]
  - 06/27(火) 「GIGS」[11]
  - 06/28(水) 「Keyboard Magazine」[11]
  - 07/02(日) 「R&R Newsmaker」[11]
  - 07/02(日) 「Player」[11]
  - 07/17(月) 「BAR-F OUT」[11]
  - 06月下旬 「KARAOKE UGA」[11]
- 網站
  - 05/31(水) 【BARKS】[11]
  - 06/01(木) 【Listen Japan】[11]
  - 06/07(水) 【USEN】「On Gen」[11]
  - 06/08(木) 【OCN】「J-POP GroupieNET」(J-POP追っかけﾈｯﾄ)[11]

## 脚注